# 玉東公園
玉東公園位於臺北市南港區東新街與市民大道交叉口，於民國106年（2017年）年闢建，面積近約9,500平方公尺於，民國106年（2017年）年5月27日下午正式揭牌啟用，東區門戶計畫區，首站玉東公園已透過市地重劃方式無償取得，北市公園處舉辦揭牌典禮，副市長林欽榮出席揭牌，與市民共享重劃開發後的成果。

## 週邊
- 松山車站 (台灣)
- 南港運動中心

## 外部連結
- 玉東公園 - 公園走透透[]